# 矫姓
矫姓，一個中文姓氏，人數較少。

## 來源
- 1、中國春秋時期，有晋大夫矫父，其後人以其名为氏。
- 2、满族人使用汉姓。

## 名人
- 矫父，晋大夫。
- 矯大羽，國際著名製錶大師，鐘錶鑒賞及收藏家。
- 矫喆，中國足球運動員。
- 矯公羨
- 矯公罕
- 矫野松，中國電影動畫導演。

## 外部連結
[在维基数据编辑]
 《欽定古今圖書集成·明倫彙編·氏族典·矯姓部》，出自陈梦雷《古今圖書集成》